# Romy Müllerová
Romy Müllerová, rozená Schneiderová (* 26. července 1958, Lübbenau, Braniborsko) je bývalá východoněmecká atletka, sprinterka.

## Kariéra
Největší úspěchy své kariéry zaznamenala v roce 1980 na letních olympijských hrách v Moskvě, kde se probojovala do finále běhu na 100 i 200 metrů. Na kratší, stometrové trati proběhla cílem v čase 11,16 s na 5. místě. Bronz vybojovala její krajanka Ingrid Auerswaldová, která byla o dvě setiny rychlejší. Ve finále běhu na 200 metrů skončila těsně pod stupni vítězů, na 4. místě v čase 22,47 s. Na bronzovou medaili, kterou získala Merlene Otteyová z Jamajky ztratila 27 setin sekundy.
Na olympiádě v Moskvě byla členkou štafety na 4 × 100 metrů, která získala zlaté medaile a časem 41,60 s zaběhla nový světový rekord. Na výkonu se dále podílely Bärbel Wöckelová, Ingrid Auerswaldová a Marlies Göhrová. Tento čas je dodnes olympijským rekordem.
Je také spoludržitelkou Evropského rekordu na méně často vypisované trati, běhu na 4 × 200 metrů.

## Osobní rekordy
- 100 m – (11,02 s – 24. května 1980, Drážďany)
- 200 m – (22,47 s – 30. července 1980, Moskva)